# Botzaris
Botzaris - stacja linii nr 7 bis metra  w Paryżu. Stacja znajduje się w 19. dzielnicy Paryża.  Została otwarta 18 lipca 1911 r.
Na wschodzie stacji planowano poprowadzić dalszą odnogę metra, jednak plany te nie zostały nigdy zrealizowane. Stacja została nazwana "Botzaris" od biegnącej nad stacją Rue Botzaris, ulicy poświęconej bohaterowi walk o niepodległość Grecji, Markosowi Botsarisowi, twórcy pierwszego słownika grecko-albańskiego. Stacja została ukończona w roku 1911. Stacja posiada dwa perony boczne w osobnych halach o przekroju kołowym, połączonych prześwitami między oboma torami. Powierzchnie otaczające wnętrze pokryte są emaliowanymi kaflami. Wystrój stacji utrzymany jest w formach charakterystycznych dla pierwszych linii paryskiego Metropolitain, czyli do Art Nouveau. Okolice tej stacji z parkiem Buttes-Chaumont są częstym miejscem spotkań mieszkających w Paryżu Greków, a także Bułgarów.